# اليوم الدولي الوردي
اليوم العالمي للوردي Pink Dayهو حدث عالمي يعقد سنويًا ضد التنمر و يقام في الأسبوع الثاني من شهر أبريل و بدء هذا الحدث عندما رأى الطالبان ترايفيس برايس وديفيد شيفيرد طالب آخر يرتدي تيشرت وردي يتعرض للتنمر في مدرستهم بمقاطعة نوفا سكوشا بكندا و قرروا دعم هذا الطالب بأن يرتدي جميع من في المدرسة اللون الوردي في اليوم التالي لتلك الواقعة، ويتم قيادة اليوم العالمي للوردي بواسطة متطوعين شباب من أوتاوا، أونتاريو كندا. ألهمت المبادرة الشباب في Jer's Vision الذين أسسوا اليوم الدولي الوردي، وهو جهد لدعم نظيرهم على المستوى الدولي بالموارد والسبل لجعل مدارسهم أكثر أمانًا. في عام 2012 شارك أكثر من 8 ملايين شخص.

## نظرة عامة
ظهر اليوم العالمي للوردي بقيادة شبابية تشارك في أحداث اجتماعية وتسعي إلي دعم عمل الطلاب والمعلمين والمجتمع وقطاع الأعمال في مجهوداتهم لوقف التنمر.

## الأحداث
في عام 2012، نظم الطلاب المشاركون في يوم الوردي العديد من التجمعات المفاجأة (غوغاء الفلاش)، بما في ذلك واحدة على برلمان هيل. كما يشارك أيضا اليوم الدولي الوردي في حفل أقيم مع JersVision.org، وقد تميز الحدث بالكوميدي ريك ميرسر، برايان بيرك من تورونتو ميبل ليفس، والسفير الكندي السابق ستيفن لويس.